# Cosmoscarta miniata
Cosmoscarta miniata is een halfvleugelig insect uit de familie schuimcicaden (Cercopidae). De wetenschappelijke naam van deze soort is voor het eerst geldig gepubliceerd in 1918 door Haupt.